# 空根ちゃらか
空根ちゃらか（そらねちゃらか）は静岡県出身の漫画家／イラストレーター（1985年〜1993年頃まで）。ファミコンやPCエンジンなどテレビゲームのキャラクターデザインもいくつか手がける。
主に4コマ漫画を中心にショートギャグ漫画など描き、ホラー系少女誌からロリコン漫画誌まで幅広く活動していた。
自主制作アニメ少女椿にも参加、オープニングの妖怪図絵の作画と演出を担当、本編のイメージイラストを2枚作画している。

## 代表作

### 漫画
- 霊感少女こずえちゃん（主婦と生活社／宙出版）
- KY-YAくんPUNK（主婦と生活社／宙出版）
- 怪盗ジパング（主婦と生活社／宙出版）
- DAMIEN666（主婦と生活社／宙出版）
- FLAPPER（富士美出版）
- 夢見て散歩（白夜書房）
- ダンバイン外伝 「我思う、ゆえに我あり」（バンダイ）
- 陰謀惑星シャンカラ（バンダイ）
- GEIST,（ラポート株式会社）
- ボンバーくん（みのり書房）
- 大人のイジメ（国際通信社）

### コンピュータゲーム
- 軍人将棋な〜んやそれ（ファミコン）
- ぽっくんモグラー（ファミコン）
- 陰謀の惑星 シャンカラ（ファミコン）
- ワールドビーチバレー（PCエンジン）
- シンドバッド 地底の大魔宮（PCエンジン）

### アニメ
- 少女椿（丸尾末広／(c)霧生館）※オープニング